# 간극비

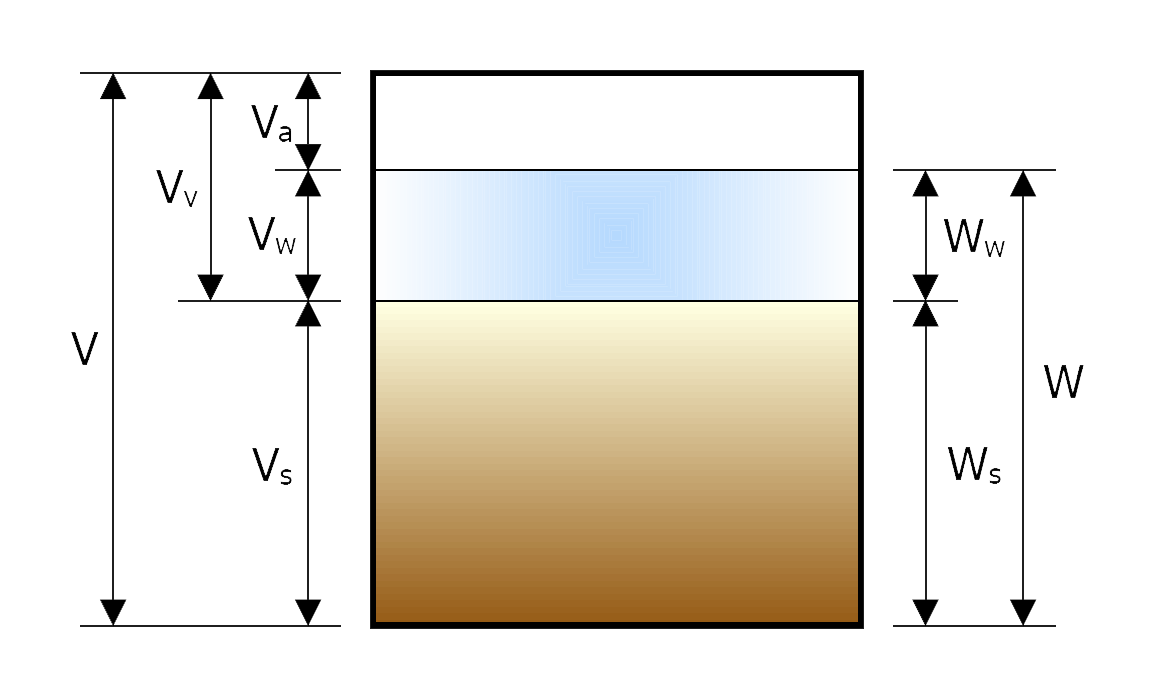
흙덩이 구조에서 첨자 s는 흙 입자, w는 물, a는 공기를 의미한다.

간극비(공극비, void ratio)는 혼합물에서 고체의 부피에 대한 고체를 제외한 간극(또는 공극)의 부피의 비를 일컫는다. 이를테면, 토질역학에서 간극비는 흙 입자의 부피에 대한 간극 즉, 물과 공기의 부피의 비로 정의된다. 즉,
{\displaystyle e={\frac {V_{v}}{V_{s}}}}
여기서 {\displaystyle V_{v}}는 간극의 부피, {\displaystyle V_{s}}는 고체 성분의 부피이다.
공극률(간극률, porosity)과는 다르다.

## 공극비와 공극률
공극비 e와 공극률 n은 다음 식을 통해 서로 변환할 수 있다.
{\displaystyle {\begin{matrix}e={\frac {V_{v}}{V_{s}}}&=&{\frac {V_{v}}{V-V_{v}}}\\&=&{\frac {V_{v}/V}{V/V-V_{v}/V}}\\&=&{\frac {n}{1-n}}\end{matrix}}}

## 참고 문헌
- 장병욱; 전우정; 송창섭; 유찬; 임성훈; 김용성 (2010). 《토질역학》. 구미서관. 26-27쪽. ISBN 978-89-8225-697-4.